# Societat Matemàtica de Londres
La Societat Matemàtica de Londres (en anglès, London Mathematical Society, LMS) és una de les societats científiques del Regne Unit per les matemàtiques (les altres són la Societat Estadística Reial (RSS) i l'Institut de Matemàtiques i les seves Aplicacions (IMA)).

## Història

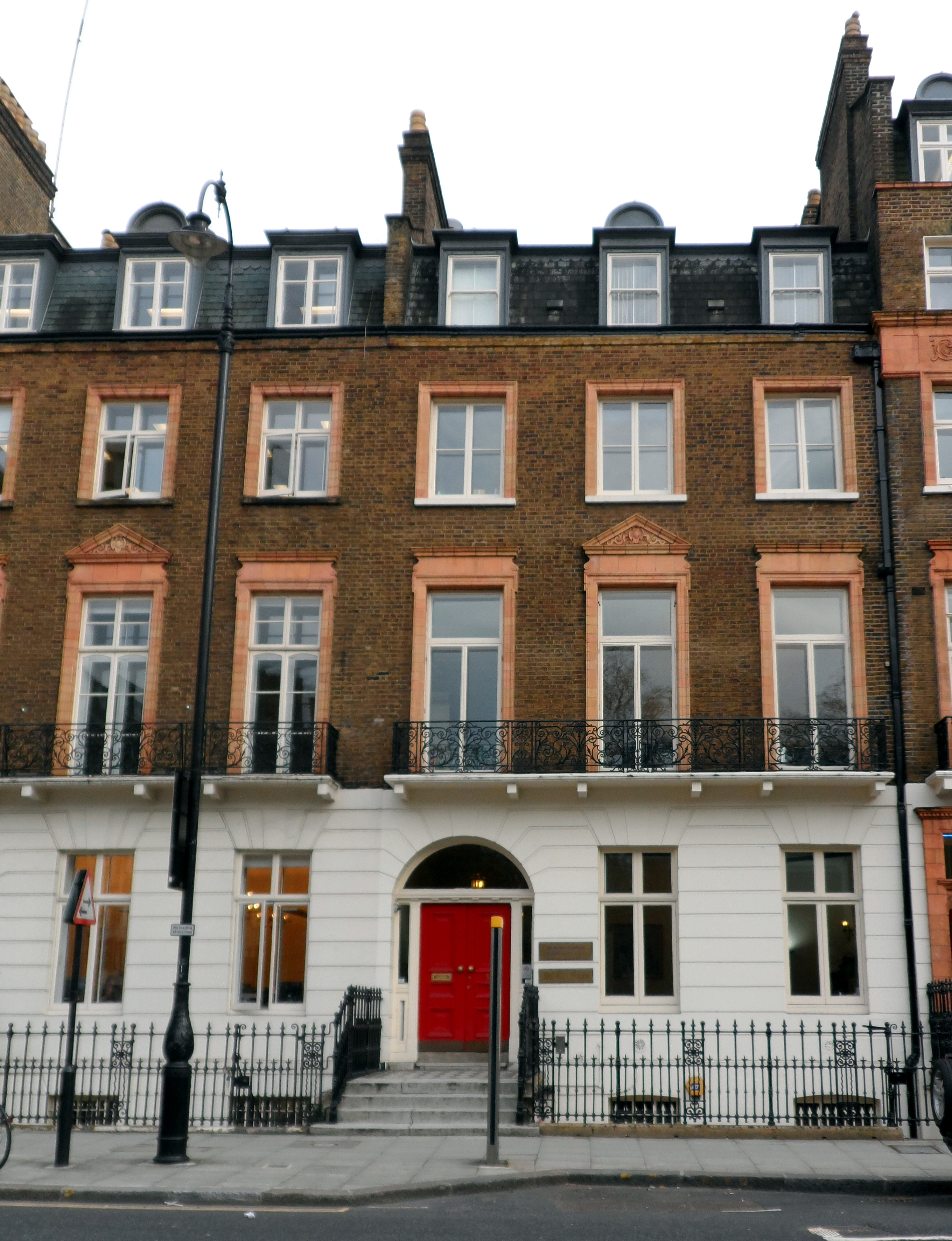
Casa De Morgan

La LMS es va fundar el 16 de gener de 1865, amb Augustus De Morgan com a primer president. Les reunions més primerenques es van produir al Escola Universitària de Londres, tot i que aviat es va traslladar la seu a la Casa Burlington, Piccadilly. Les activitats inicials de la Societat van incloure xerrades i la publicació d'una revista científica.
La LMS va ser utilitzada com a model per a l'establiment de la Societat Matemàtica americana el 1888.
La Societat va rebre un reial charter el 1965, un segle després de la seva fundació. El 1998 es va traslladar la seu a la Casa De Morgan (anomenada així en honor del primer president de la societat), a 57–58 Russell Plaça, Bloomsbury, per acomodar una ampliació del seu personal. La Societat és també membre del Consell de Ciència del Regne Unit.

### Proposta d'unificació amb l'IMA
El 4 de juliol de 2008, el Grup de Planificació de la Junta pel LMS i IMA van proposar una fusió de les dues societats per formar-ne una de sola. La proposta era el resultat de vuit anys de consultes i els consells d'ambdues societats van traslladar l'informe als seus membres. Aquells a favor de la fusió van argumentar que una única societat donaria una veu coherent a les matemàtiques en el Regne Unit quan es tracti amb Consells de Recerca. Tot i que la proposta va ser acceptada per l'afiliació de l'IMA, va ser refusada per l'afiliació de la LMS el 29 de maig de 2009 per 591 a 458 (56% a 44%).

## Activitats
La Societat publica llibres i revistes científiques, entre les quals cal destacar Proceedings of the London Mathematical Society, on Alan Turing va escriure per primera vegada sobre la seva màquina.
També organitza conferències matemàtiques; proporciona finançament per promoure recerca de matemàtiques i educació; i atorga un nombre de premis i beques per excel·lència en recerca matemàtica.

## Premis
Els premis i medalles atorgats per la LMS són els següents:
- Medalla De Morgan - la més prestigiosa
- Premi Pólya
- Premi Louis Bachelier
- Premi Sènior Berwick
- Premi Sènior Whitehead
- Premi Naylor
- Premi Berwick
- Premi de Bennett de l'Anne
- Premi de Bennett d'Anne de sènior
- Premi Fröhlich
- Premi Whitehead
- Medalla David Crighton - conjuntament amb l'Institut de les Matemàtiques i les seves Aplicacions

## Llista de presidents[5][6]
- 1866–1868 James Joseph Sylvester
- 1868–1870 Arthur Cayley
- 1870–1872 William Spottiswoode
- 1872–1874 Thomas Archer Hirst
- 1874–1876 Henry John Stephen Smith
- 1876–1878 Lord Rayleigh
- 1878–1880 Charles Watkins Merrifield
- 1880–1882 Samuel Roberts
- 1882–1884 Olaus Henrici
- 1884–1886 James Whitbread Lee Glaisher
- 1886–1888 James Cockle
- 1888–1890 John James Walker
- 1890–1892 Alfred George Greenhill
- 1892–1894 Alfred Kempe
- 1894–1896 Percy Alexander MacMahon
- 1896–1898 Edwin Elliott
- 1898–1900 William Thomson, lord Kelvin
- 1900–1902 Ernest William Hobson
- 1902–1904 Horace Lamb
- 1904–1906 Andrew Forsyth
- 1906–1908 William Burnside
- 1908–1910 William Davidson Niven
- 1910–1912 Henry Frederick Baker
- 1912–1914 Augustus Edward Hough Love
- 1914–1916 Joseph Larmor
- 1916–1918 Hector Munro Macdonald
- 1918–1920 John Edward Campbell
- 1920–1922 Herbert William Richmond
- 1922–1924 William Henry Young
- 1924–1926 Arthur Lee Dixon
- 1926–1928 G. H. Hardy
- 1928–1929 Edmund Whittaker
- 1929–1931 Sydney Chapman
- 1931–1933 Alfred Cardew Dixon
- 1933–1935 George Neville Watson
- 1935–1937 George Barker Jeffery
- 1937–1939 Edward Arthur Milne
- 1939–1941 G. H. Hardy
- 1941–1943 John Edensor Littlewood
- 1943–1945 Louis Mordell
- 1945–1947 Edward Titchmarsh
- 1947–1949 William Hodge
- 1949–1951 Max Newman
- 1951–1953 George Temple
- 1953–1955 J. H. C. Whitehead
- 1955–1957 Philip Hall
- 1957–1959 Harold Davenport
- 1959–1961 Hans Heilbronn
- 1961–1963 Mary Cartwright
- 1963–1965 Arthur Geoffrey Walker
- 1965–1967 Graham Higman
- 1967–1969 John Arthur Todd
- 1969–1970 Edward Collingwood
- 1970–1972 Ambrose Rogers
- 1972–1974 David George Kendall
- 1974–1976 Michael Atiyah
- 1976–1978 J.W.S. Cassels
- 1978–1980 C. T. C. Wall
- 1980–1982 Barry Johnson
- 1982–1984 Paul Cohn
- 1984–1986 Ioan James
- 1986–1988 Christopher Zeeman
- 1988–1990 John H. Coates
- 1990–1992 John Kingman
- 1992–1994 John Ringrose
- 1994–1996 Nigel Hitchin
- 1996–1998 John M. Ball
- 1998–2000 Martin J. Taylor
- 2000–2002 Trevor Stuart
- 2002–2003 Peter Goddard
- 2003–2005 Frances Kirwan
- 2005–2007 John Toland
- 2007–2009 E. Brian Davies
- 2009 (interim) John M. Ball
- 2009–2011 Angus Macintyre
- 2011–2013 Graeme Segal
- 2013–2015 Terry Lyons
- 2015–2017 Simon Tavaré
- 2018–2020 Caroline Series